# San Felices de Buelna
San Felices de Buelna é um município da Espanha na comarca de Besaya, província e comunidade autónoma da Cantábria. Tem 36,2 km² de área e em 2021 tinha 2 355 habitantes (densidade: 65,1 hab./km²).

## Demografia
| Variação demográfica do município entre 1991 e 2004 [carece de fontes?] | Variação demográfica do município entre 1991 e 2004 [carece de fontes?] | Variação demográfica do município entre 1991 e 2004 [carece de fontes?] | Variação demográfica do município entre 1991 e 2004 [carece de fontes?] |
| ----------------------------------------------------------------------- | ----------------------------------------------------------------------- | ----------------------------------------------------------------------- | ----------------------------------------------------------------------- |
| 1991                                                                    | 1996                                                                    | 2001                                                                    | 2004                                                                    |
| 2349                                                                    | 2230                                                                    | 2205                                                                    | 2233                                                                    |